# Johanneke Liemburg
Johanneke Liemburg (Terwispel, 19 juli 1952) is een Nederlands politicus van de PvdA.
Van 2000 tot 1 januari 2018 was zij burgemeester van de gemeente Littenseradeel.

## Loopbaan
Zij was lid van de Gedeputeerde Staten van Friesland van april 1987 tot 12 april 1994 en lid van de Tweede Kamer vanaf 17 mei 1994 tot 19 mei 1998. Daar was zij onderwijswoordvoerster van de PvdA-fractie, lid van de vaste Kamercommissies voor financiën en voor onderwijs, cultuur en wetenschappen.
Na de tijd in de Tweede Kamer is Liemburg in 2000 burgemeester geworden van de gemeente Littenseradeel. Door de opheffing van deze gemeente per 1 januari 2018 kwam ook een eind aan haar burgemeestersambt.

## Opleiding
Politicologie: bestuurlijke richting, Universiteit van Amsterdam, van 1973 tot 1981

## Persoonlijk
Ze is gehuwd en moeder van twee kinderen.